# Skwarzawa (przystanek kolejowy)
Skwarzawa (ukr. Скваржава, ros. Скваржава) – przystanek kolejowy w miejscowości Skwarzawa, w rejonie złoczowskim, w obwodzie lwowskim, na Ukrainie.
Przystanek istniał przed II wojną światową.